# Bambakaszat
Bambakaszat – wieś w Armenii, w prowincji Armawir. W 2011 roku liczyła 3110 mieszkańców.